# Leucandra vitrea
Leucandra vitrea är en svampdjursart som först beskrevs av Urban 1908.  Leucandra vitrea ingår i släktet Leucandra och familjen Grantiidae. Inga underarter finns listade i Catalogue of Life.